# Kenneth Talbot
Kenneth Talbot (* 17. Januar 1920 in Oxford, Oxfordshire, Vereinigtes Königreich; † Mai 1993 in High Wycombe, Buckinghamshire, Vereinigtes Königreich) war ein britischer Kameramann.

## Leben
Kenneth „Ken“ Talbot begann seine filmische Laufbahn 1936 als Kameraassistent. Nach zehn Jahren in diesem Beruf stieg er zum einfachen Kameramann auf. Ab 1950 diente er als Chefkameramann. In dieser Funktion fotografierte Talbot rund anderthalb Jahrzehnte lang eine Reihe von gänzlich unbedeutsamen
B- und C-Produktionen. 1965 stand er bei dem Oscar-preisgekrönten Löwen-Film Frei geboren – Königin der Wildnis hinter der Kamera und wurde, dank seiner beeindruckenden Afrika-Bilder, schlagartig bekannt.
Nach dem gewaltigen Erfolg dieses Streifens fotografierte Talbot auch die dazugehörige Dokumentation The Lions Are Free. Fortan ließ man Talbot auch etwas höherklassige Filme fotografieren, wenngleich keiner dieser Inszenierungen wirkliche Bedeutung erlangte. In den frühen 1970er Jahren machte er sich einen Namen als Spezialist für zum Teil von Hammer Productions hergestellte Horrorfilme. Seine letzte Arbeit als Filmkameramann waren die Hongkong-Aufnahmen zu dem Peter-Sellers-Klamauk Inspector Clouseau – Der irre Flic mit dem heißen Blick. Talbot arbeitete auch viel für das britische Fernsehen. Sein bekanntester Beitrag dort ist die Kameraarbeit zu der Fantasy-Fernsehserie Catweazle.

## Filmografie
- 1948: London’s Food Markets (Kurzdokumentarfilm)
- 1950: Old Mother Riley, Headmistress
- 1953: A Good Pull-Up (Kurzfilm)
- 1953: Watch Out ! (Kurzfilm)
- 1954: Adventure in the Hopfields
- 1954: Stranger From Venus
- 1955: See How They Run
- 1955: The Time of His Life
- 1955: Miss Tulip Stays the Night
- 1955: Doublecross
- 1957–58: The New Adventures of Charlie Chan (Fernsehserie)
- 1958: New Lease of Life
- 1960: Depth Charge (& Produktionsleitung)
- 1961: Two and Two Make Six
- 1963: Der Killer wird gekillt (The Girl Hunters)
- 1965: Frei geboren – Königin der Wildnis (Born Free)
- 1966: Tarzan (Fernsehserie)
- 1966: Protest (Morgan: A Suitable Case for Treatment)
- 1966: Marokko 7 (Maroc 7)
- 1967: Battle Beneath the Earth
- 1968: Hammerhead (Hammerhead)
- 1968: Journey to the Unknown (Fernsehserie)
- 1969: Im Netz der Abwehr (Underground)
- 1970: Catweazle (Fernsehserie)
- 1970: Comtesse des Grauens (Countess Dracula)
- 1971: Hände voller Blut (Hands of the Ripper)
- 1972: Doomwatch – Insel des Schreckens (Doomwatch)
- 1972: Das Dunkel der Nacht (Nothing But the Night)
- 1973: Unter tödlicher Sonne (Charley-One-Eye)
- 1974: Verfolgung (Persecution)
- 1975: Der Teufel in ihr (I Don’t Want to be Born)
- 1977: Inspector Clouseau – Der irre Flic mit dem heißen Blick (Revenge of the Pink Panther)